# Бирингуччо, Ванноччо
Ванноччо Бирингуччо (итал. Vannoccio Biringuccio; 20 октября 1480, Сиена — 30 апреля 1539, Рим) — итальянский алхимик, металлург и архитектор. Долгое время изучал алхимию, металлургию и литейное дело в Италии, Чехии и Австрии. Некоторое время был директором монетного двора в Сиене, но в 1515 за изменение состава монетного сплава был изгнан из города. Будучи известным всей Европе мастером-литейщиком, занимался изготовлением военной техники во Флорентийской республике. Здесь в 1529 Бирингуччо отлил одну из самых крупных для того времени пушек весом свыше 6 т и длиной 6,7 м. В 1531—1535 вновь проживал в Сиене; в последние годы жизни занимал должность главного литейщика Ватикана. В 1540 г. (посмертно) в Венеции был издан его трактат «Пиротехния» (Pirotechnia); впоследствии неоднократно переиздавался.
Бирингуччо был одним из первых, кто заметил увеличение веса металлов при их обжиге на воздухе (кальцинация, то есть превращение в «известь»). Главным научным сочинением Бирингуччо стал его десятитомный труд «Пиротехния» (Pirotechnia, от греч. — «огонь» и «искусство», «ремесло»; пиротехния — описание ремёсел, связанных с использованием огня), в котором рассмотрены многие вопросы химической технологии начала XVI века. В этом сочинении Бирингуччо привёл множество практически важных сведений о металлургии, горном и литейном деле, приёмах пробирного анализа, гончарном и стекольном производствах и т. п. Он подробно описал плавильные печи, воздуходувные меха, разнообразные механизмы, приёмы и операции, применяемые при изготовлении крупных отливок — пушек и колоколов, рассмотрел способы добычи золота и серебра, описал технику амальгамирования и метод приготовления азотной кислоты. Последний том книги посвящён приготовлению пороха и разнообразных пиротехнических составов.
Некоторое место (девятая книга) было отведено в «Пиротехнии» и изложению алхимических идей; в ней Бирингуччо местами довольно резко отзывается об алхимиках, называя их шарлатанами. Сам Бирингуччо при рассмотрении технологических процессов явно предпочитает основываться на опытных данных, а не на алхимических теориях.
«Пиротехния» Бирингуччо стала уникальной для своего времени технической энциклопедией и приобрела широчайшую известность во всей Европе.